# Джекс, Норви
Норви Балдвин Джекс (англ. Norway Baldwin Jackes; 8 июня 1881, Торонто — 8 июля 1964, неизвестно) — канадский гребец, бронзовый призёр летних Олимпийских игр 1908.

## Биография
На Играх 1908 в Лондоне Джекс вместе с Фредериком Томсом соревновался среди двоек распашных без рулевого. Они проиграли в полуфинале, но всё равно заняли третье место и получили бронзовые медали.